# Chaetonotus fenchelae
Chaetonotus fenchelae is een buikharige uit de familie Chaetonotidae. De wetenschappelijke naam van de soort werd in 1974 voor het eerst geldig gepubliceerd door d'Hondt (waarbij hij het epitheton onjuist als fencheli spelde). 

## Synoniemen
- Chaetonotus pussilus Thane-Fenchel, 1970[2]
Deze naam is een later homoniem van Chaetonotus pusillus Daday, 1905, en dus niet geldig gepubliceerd.
- Chaetonotus acareus Hummon, 1974
Deze naam werd in mei 1974 gepubliceerd door Hummon, als nomen novum voor de ongeldig gepubliceerde naam Chaetonotus pusillus Thane-Fenchel, 1970.[3] Twee maanden eerder had d'Hondt echter Chaetonotus fenchelae gepubliceerd als nomen novum voor dezelfde soort.[4]